# Sy Friedman
Sy David Friedman (Chicago, 23 de maio de 1953) é um matemático estadunidense.
É especialista em lógica matemática, em especial a teoria dos conjuntos e teoria da computabilidade.
Friedman estudou na Universidade Northwestern e a partir de 1970 no Instituto de Tecnologia de Massachusetts, onde em 1976 obteve o doutorado com a tese Recursion on Inadmissible Ordinals, orientado por Gerald Enoch Sacks.

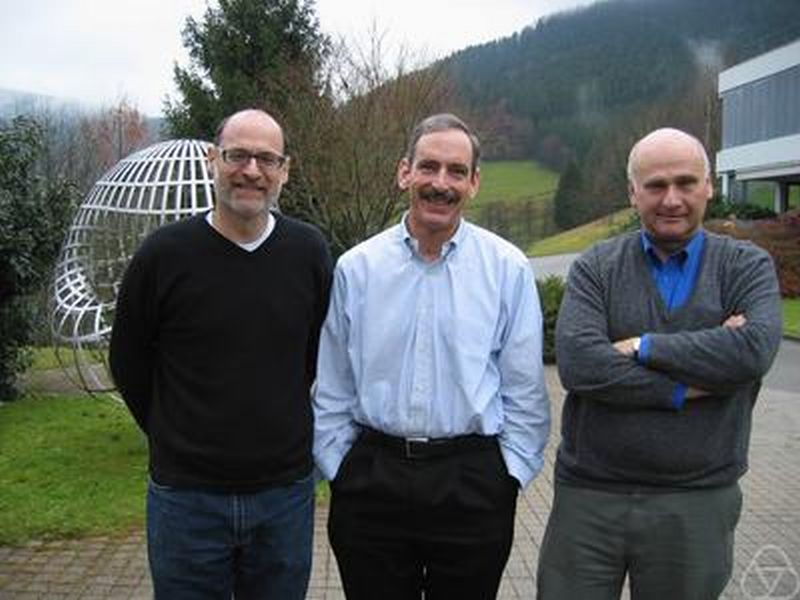
Da esquerda para a direita, Friedman, William Hugh Woodin e Menachem Magidor, Instituto de Pesquisas Matemáticas de Oberwolfach, 2005

## Obras
- Negative Solution to Post´s Problem II, Annals of Mathematics, Bd.113, 1981, S.25-43
- Fine structure and class forcing, de Gruyter 2000 (über Jensens Coding Methode)
- A guide to „Coding the Universe“ by Beller, Jensen, Welch, Journal of Symbolic Logic Bd.50, 1985, S.1002-1019
- Genericity and large cardinals, Journal of Symbolic Logic, Bd.5, 2005, S.149-166
- Internal consistency and the inner model hypothesis, Bull. Symbolic Logic, Bd.12, 2006, S.591-600
- Large Cardinals and L-like universes, Quaderni di Matematica, Bd.17, 2007, S.93-110